# رود گومباک
رود گومباک (مالایی: Sungai Gombak) یک رود است که از میان سلانگور و کوالا لامپور در مالزی گذر می‌کند. این رود یکی از ریزابه‌های رود کلانگ است. محل تلاقی این رود با رود کلانگ، خاستگاه نام کوالا لامپور است. قبل از اینکه تحت نام رود گومباک از آن نام برده شود به نام سونگای لامپور از این رود نام برده می‌شد. نام کوالا لامپور، به خاطر اینکه در محل هم ریزی سونگای لامپور یا «کوالا لامپور» واقع شده بود، از آن اخذ شده است.